# Shopee
Shopee – singapurskie przedsiębiorstwo działające w branży e-handlu.
Platforma jest częścią grupy Sea Ltd. Usługi Shopee są dostępne w kilkunastu krajach – w Singapurze, Malezji, Indonezji, Tajlandii, Wietnamie, Brazylii, Meksyku, Kolumbii, Chile oraz na Filipinach i Tajwanie.
Platforma została założona w 2015 roku.

## Historia
Platforma Shopee rozpoczęła działalność w Azji Południowo-Wschodniej i na Tajwanie w lutym 2015 roku. Od tego czasu stała się największą platformą w regionie, z 343 milionami wizyt miesięcznie.
W 2021 roku Shopee rozszerzyło działalność na kraje w Ameryce Południowej i Meksyk. Od września 2021 do stycznia 2023 platforma prowadziła działalność sprzedażową na terenie Polski. W 2021 roku aplikacja mobilna Shopee została najczęściej pobieraną aplikacją zakupową na świecie. Z kolei w 2022 roku była najczęściej pobieraną aplikacją w Polsce z ponad 7 mln pobrań na urządzenia z systemami iOS i Android.
W kwietniu 2022 roku Shopee uruchomiło w Polsce pierwszą kampanię sprzedażową „5.5 Zakupowa Majówka”. Kampanii towarzyszyła pierwsza na polskim rynku reklama telewizyjna firmy, w której wykorzystano melodię dziecięcej piosenki „Baby Shark”.
Polska była jednym z trzech europejskich krajów, w których uruchomiono lokalne wersje Shopee. Platforma funkcjonowała również we Francji i Hiszpanii (wersje wystartowały krótko po polskiej). Wersje francuska i hiszpańska zostały zamknięte, odpowiednio, 6 marca i 17 czerwca 2022 roku.
12 stycznia 2023 roku platforma Shopee Polska poinformowała na swojej stronie, że 13 stycznia 2023 roku kończy działalność w Polsce.